# Nederlandse Artsen Acupunctuur Vereniging
Nederlandse Artsen Acupunctuur Vereniging (NAAV) is de beroepsorganisatie van BIG-geregistreerde artsen en tandartsen die zich na hun medisch opleiding hebben gespecialiseerd in (een of meer stromingen) van de acupunctuur. 
De NAAV is opgericht in 1973. De vereniging behartigt belangen van haar leden en ziet toe op kwaliteitsbewaking van de praktijkuitoefening door haar leden. Daarnaast bevordert en sponsort de NAAV onderzoek naar acupunctuur, bevordert zij ontmoetingen rond acupunctuur en organiseert zij symposia en informatiecolleges acupunctuur in het keuzepakket van studenten geneeskunde.